# Тринаести Доктор
Тринаеста Докторка је инкарнација Доктора, протагонисте британске научнофантастичне телевизијске серије Доктор Ху. Глумила ју је глумица Џоди Витакер, прва жена која је тумачила овај лик, у 3 серијала и 5 специјала.
У оквиру наратива серије, Доктор је неколико векова стар ванземаљски Временски господар са планете Галифреј који путује кроз време и простор у ТАРДИС-у, често са сапутницима. На крају живота, Доктор се регенерише па се због тога његов физички изглед и личност мењају. Витакерина инкарнација је безбрижна пустоловка са страшћу за грађењем ствари, придаје велики значај пријатељству и тежи ненасилним решењима. У регенерацији јој претходи Дванаести Доктор (Питер Капалди), а следи је Четрнаести (Дејвид Тенант).
Први сапутници ове инкарнације био је тројац који чине складишни радник диспраксичар Рајан Синклер (Тосин Кол), његов полудеда и возач аутобуса у пензији Грејам О’Брајен (Бредли Волш) и полицајка на пробном раду Јасмин „Јаз” Кан (Мандип Гил), а Доктор их је све упознала убрзо након своје регенерације. Пошто се растала са првом двојицом, она путује са Јаз и добровољним даваоцем у банци хране Деном Луисом (Џон Бишоп). Такође је имала поновна окупљања у једној епизоди са бившим сапутницима капетаном Џеком Харкнесом (Џон Бароуман), Теган Јованком (Џенет Филдинг) и Ејс (Софи Алдред).

## Кастинг
У јануару 2016. године, Стивен Мофат је најавио да ће напустити серију након десетог серијала. Требало је да га замени нови шоуранер Крис Чибнал. Питер Капалди је годину дана касније потврдио да ће му десети серијал бити и последњи. Након ове вести, неколико медијских извештаја и кладионица нагађало је ко ће заменити Капалдија на месту Тринаестог Доктора. Фаворити кладионичара су били Бен Вишо, Фиби Волер-Бриџ, Крис Маршал и Тилда Свинтон.

### Избор жене за улогу
Концепт женског Доктора први пут се помињао још 1981. године, када је Том Бејкер указао да би његов наследник могао да буде жена, пошто је објавио крај свог мандата у улози Четвртог Доктора. Продуцент Џон Нејтан-Тернер касније је расправљао о могућности да жена добије улогу Шестог Доктора која би заменила Петог Доктора Питера Дејвисона који је био најавио свој одлазак, тврдећи да је то изводљиво, али не нешто о чему је у том тренутку размишљао. У октобру 1986. године, током емитовања последње сезоне Колина Бејкера у улози Шестог Доктора, творац серије Сидни Њуман послао је контролору BBC-ја, Мајклу Грејду, предлог да „у каснијој фази Доктор Ху треба да се преобрази у жену“. Дон Френч, Џоану Ламли и Френсис де ла Тур је Њуман предложио за ту улогу 1986. године, али их је BBC одбио. Ламлијева се касније појавила као сатирична варијанта Тринаестог Доктора у Comic Relief специјалу из 1999. године, Проклетство кобне смрти. Арабела Вир је такође играла алтернативног Трећег Доктора у епизоди „Изгнанство” аудио-серије Доктор Ху: Отворено. Ниједно од ових појављивања се обично не узима у обзир у оквиру главног континуитета серије. Продуценткиња, Џејн Трентер такође је разматрала избор Џуди Денч за Деветог Доктора.
Концепт Господара времена који мења пол након регенерације био је засејан током Мофатовог мандата на месту шоуранера. Одмах након регенерације, Једанаести Доктор узвикује „Ја сам женско?”. У епизоди из 2011. године, „Докторова супруга”, Доктор се присећа познаника Господара времена познатог као Корсар који је имао најмање две женске инкарнације. У мини епизоди из 2013. године, „Ноћ Доктора”, Сестринство из Карна нуди Осмом Доктору (Пол Мекган) на самрти контролу над његовом неизбежном регенерацијом, при чему се „мушкарац или жена” нуде као могућности. Прва међуполна регенерација на екрану приказана је у епизоди из 2015, „Ђаволски упоран”, у којој се бели галифрејански генерал (Кен Боунс) регенерисао у црнкињу (Т’Ниа Милер) која наводи да је њена претходна инкарнација била једини пут када је била мушко.
Најзначајнији Господар времена који се појавио и у мушком и у женском облику пре Витакериног избора је Докторов непријатељ Господар којег је од 2014. до 2017. тумачила шкотска глумица Мишел Гомез. Ова варијанта лика била је позната као Миси, односно „Господарица”. Завршница десетог серијала, „Док је света и века”/„Докторов пад”, неколико пута се бави регенерацијом између полова. Доктор каже својој сапутници Бил Потс (Перл Меки) да је Миси била „његова прва симпатија” и додаје да је само „донекле сигуран” да је он сам у то време био мушкарац, иако је ова примедба можда била неозбиљна.
Две године пре објављивања Витакериног избора за улогу, обожаваоци и стручњаци су разговарали о могућности женског Доктора и анализирали предности такве регенерације.

### Избор Витакерове за улогу
Када се говорило о томе да ли ће нови Доктор бити жена, нови шоуранер Крис Чибналл првобитно је у фебруару 2017. године изјавио: „Ништа није искључено, али не желим да кастинг буде некакав трик и то је све што могу рећи”. Дана 14. јула 2017, BBC је објавио да ће тумач Тринаестог Доктора бити откривен након финала Вимблдона 2017. у мушкој категорији. Дана 16. јула 2017, Витакерова је представљена као Тринаеста Докторка, а потом је дебитовала у божићном специјалу из 2017, „Било двапут”, након чега је преузела главну улогу у једанаестом серијалу. О избору Витакерове за улогу, Чибнал је рекао: „Увек сам знао да желим да Тринаести Доктор буде жена и одушевљени смо што смо обезбедили ону која је за све нас била на првом месту. Њена аудиција за Доктора нас је једноставно све одушевила.” Касније у својој изјави, Чибнал је Витакерову назвао „пожељном, смешном, инспиративном, супер-паметном силом природе” и рекао да ће она „у ту улогу донети много духовитости, снаге и топлине”.
У интервјуу са глумцем Десетог Доктора и колегом из серије Бродчерч Дејвидом Тенантом, Витакерова је рекла да никада није била обожаватељка Доктора Хуа и да је изгубила занимање да га гледа када је добила улогу; „Гледала сам мало током процеса аудиције, али брзо сам одлучила да то није за мене... [Чибнал] ми је рекао, 'не играш Доктора, ти играш истину о сцени и Доктор ће изаћи од тога'... па, то сам урадила.”
У новембру 2018, BBC је потврдио да је продукција дванаестог серијала, другог Витакериног серијала, почела у новембру 2018. године. Серијал је почео са емитовањем 1. јануара 2020. године. Витакерова је наставила да тумачи главну улогу и у тринаестом серијалу.
Витакерова и Чибнал су били изјавили да ће напустити серију након тринаестог серијала и три специјала која су емитовани током 2022. године. Чибнал је рекао: „Џоди и ја смо склопили пакт 'три серијала и тачка' на почетку овог јединственог доживотног праска. Дакле, сада је наша смена готова и враћамо кључеве ТАРДИС-а. Џодина величанствена, култна Докторка је премашила сва наша велика очекивања”. Њу је наследио Тенант као Четрнаести Доктор.

## Карактеризација
У интервјуу за часопис Radio Times, Чибнал је описао Тринаесту Докторку као „апсолутно Докторку, али да постоји нова калибрација, нова мешавина докторизма. Тринаеста Докторка је невероватно живахна, топла, духовита, енергична, инклузивна – она је највећа пријатељица коју можете пожелети да имате за водича по свемиру“. У истом чланку, Витакерова је такође додала да њена Докторка „говори брзином од 160 на сат”, док је глумица Мандип Гил, која игра сапутницу Јасмин Кан, прокоментарисала да Витакерина Докторка „има сличну енергију као Доктор Мета Смита... веома високу енергију. Џоди има то у својој Докторки.”

## Костим
У клипу у којем је најављен избор Витакерове за улогу, она носи сиви капут преко црне дуксерице. Прве слике Витакериног званичног костима као Докторке објављене су у медијима 9. новембра 2017. године.
Костим Тринаесте Докторке садржи плаве панталоне високог струка са жутим трегерима, тамноплаву мајицу са дугиним пругама преко ње, лила плави капут са капуљачом, смеђе чизме са пертлама, плаве чарапе и пирсинге на свом левом увету. Неки обожаваоци су приметили да ова одећа има сличности са ранијим костимима Доктора, док су је други упоређивали са костимом Робина Вилијамса у америчком ситкому Морк и Минди.
Витакерова је изјавила да је радила са костимографом серије Рејем Холманом (који је такође раније радио са Витакеровом на серији Броудчерч) како би осмислила своју одећу потстрекнуту фотографијом коју је пронашла на интернету. Фотографија је објављена у издању часописа Sassy из 1988. године, на којој су приказани бројни женски модели у мушкој одећи са специфичном фотографијом жене у панталонама, трегерима и мајици, која шета са неким циљем. Витакерова је рекла да „јој се једноставно свидела андрогиност тога, а да није мушка”, и да се „осећала интригантно и некако отворено за тумачење, а да јој се то заиста свидело”. Додатни елементи су извучени из фотографије. Витакерова је желела капут који је текао са њеним поступцима и давао јој џепове, али иначе није имао копче и желела је неку боју у одећи, која није деловала превише „налик на цртаће”. Холман је додао љубичасту боју у унутрашњост рукава капута, што се односи на љубичасто-зелене боје Суфражеткиња.

## Појављивања

### Телевизија
Тринаеста Докторка дебитовала је у последњој сцени божићног специјала 2017. године, „Било двапут”. Након регенерације, Докторка испада из ТАРДИС-а и у премијери следећег серијала, „Жена која је пала на Земљу” (2018), слеће у савремени Шефилд где се спријатељује са возачем аутобуса у пензији Грејамом О’Брајеном (Бредли Волш), унуком његове супруге Рајаном Синклером (Тосин Кол) и полицајком Јасмин „Јаз” Кан (Мандип Гил), са којом она успешно одбија ловца на ванземаљце из ратоборног рода Стенза. Докторка прави уређај да се врати у ТАРДИС, али случајно телепортује своје нове пријатеље са собом. Група јој помаже у проналажењу ТАРДИС-а у ванземаљском свету у „Споменику духовима”. Након путовања у Алабаму из доба сегрегације у епизоди „Роза”, Грејам, Рајан и Јасмин пристају да буду њени стални сапутници у епизоди „Арахниди у Уједињеном Краљевству”. Наредна путовања укључују посету Јазиној баки 1947. године, као и сведочење о подели Индије у „Демонима Панџаба”, спречавање плана да се побију милиони широм галаксије као део протеста радника у рпизоди „Керблам!” и одбијање ванземаљске инвазије заједно са Џејмсом I у јакобинском Ланкаширу у „Трагачима за вештицама”. У завршници серијала, „Бици на Ранскуру Ав Колосу”, Докторка је увучена у други сукоб са Стензом са којом се суочила у Шефилду. У новогодишњем специјалу „Резолуција” (2019), њени пријатељи први пут сусрећу Далека кога пробуде археолози у Шефилду. Далек је поражен пре него што је стигао да сигнализује ширу инвазију Далека на Земљу.
У „Спајфолу” (2020), Докторка се суочава са регенерисаним Господаром (Саша Даван) који открива да је уништио њихову матичну планету Галифреј у знак освете што су их Господари времена лагали о пореклу њихове врсте, у вези са причом о „Ванвременом детету”. У „Бегунцу од Џадуна”, Докторка сазнаје да јој је њен бивши сапутник Џек Харкнес (Џон Бароуман) послао упозорење – „Не дај Усамљеном Киберчовеку оно шта жели” – баш када је наишла на своју прошлу инкарнацију (Џо Мартин), које се не сећа. Докторка игнорише Џеково упозорење у „Проклетству виле Диодати” када даје делимично преобраћеном Киберчовеку (Патрик О’Кејн) из будућности компендијум који садржи сва сазнања о палом Кибер-царству како би спасила живот Персија Шелија (Луис Рајнер) и заштитила људску историју. Докторка и њени пријатељи прате Усамљеног Киберчовека у будућност и последице Кибер-ратова у „Вазнесењу Киберљуди” где је он покренуо план за обнову Кибер-царства, желећи да збрише сав живот у универзуму. Док се последњи фрагменти човечанства суочавају са уништењем од стране Киберљуди, Докторка је провучена кроз портал до Галифреја од стране Господара у „Ванвременској деци”, где она сазнаје за радикално заташкавање свог порекла: она је у заправо Ванвременско дете, сироче из непознатог света чију је јединствену моћ регенерације проучавала и умножавала њена усвојена мајка чији су је људи користили за изградњу царства Господара времена. Господари времена су је тада приморали да ради за њих као агент тајновите „Дивизије” много година пре него што су јој избрисали сећања. Докторка побеђује Господарев план да освоји универзум новом врстом хибрида Киберљуди и Господара времена, али је потом хапсе Џадуни. Џек Харкнес ју је избавио из затвора у новогодишњем специјалу „Револуција Далека” (2021) и уз његову помоћ посада ТАРДИС-а спречила је покушај преузимања Земље од стране клонова Далека откривених у Шефилду. Након ове пустоловине, Џек, Рајан и Грејам одлучују да остану на Земљи, остављајући Јасмин као једину Докторкину сапутницу.
У 13. серијалу (2021), под називом Флукс, Докторки и Јасмин се придружује нови сапутник Ден Луис (Џон Бишоп) док се Рој (Сем Спруел), непријатељ из Докторкине заборављене прошлости као агенткиње одреда, враћа да јој се освети. У исто време, космички догађај који има моћ да уништи читаве галаксије, „Флукс”, продире кроз универзум, а Сонтаранци, Далеци, Киберљуди и Уплакани анђели почињу да се гомилају. Рој и његова сестра Азур покушавају да заробе универзум у петљу где ће га Флукс непрестано уништавати, док Сонтаранци покушавају да га преживе тако што комбинована материја флоте Далека и Киберљуди упија и зауставља Флукс. Ванземаљска врста позната као Лупари, у међувремену, брани Земљу од Флукса. Докторка успева да се подели на три временска ентитета од којих један дозвољава да је мучи Рој у Дивизији, док друга два минирају план Сонтаранаца тако да буду уништени са Далецима и Киберљудима пре него што је Докторка безбедно преусмерила Флукс. Криза се завршила тако што се Ден придружио Докторки и Јасмин као стални сапутник, али Докторка је узнемирена упозорењем да се њен крај ближи. У „Легенди о Морским ђаволима” (2022), Јасмин признаје Докторки да гаји романтична осећања према њој, што је Докторка већ знала, али обесхрабрује Јасмин да се тако понаша јер ће је то само довести до сломљеног срца. У „Моћи Доктора”, Господар се враћа заједно са својим Кибер-господарима у савезу са Далецима како би једном заувек елиминисао Докторку крађом њеног тела путем присилне регенерације. Иако тесно поражен од Јасмин и неких Докторових пријатеља и бивших сапутника, Господар је успео да изврши кобни ласерски напад на Докторку. Када је почео њене поступак регенерације, она одлучује да проведе неко време са Јасмин пре него што се последњи пут растане од ње. Сама, Докторка се регенерише гледајући са Дердл Дора, а новорегенерисани Доктор (кога игра Дејвид Тенант) је изненађен када открије да је његово ново тело идентично као и једно старо.
У последњој епизоди 15. серијала, „Рат стварности” (2025), Тринаеста Докторка се појављује непосредно пре него што Петнаести Доктор (Шути Гатва) употреби енергију регенерације да би вратио временску линију у нормалу, и пружа му помоћ у томе.

### Књижевност
Прва књига која у којој се појавила Тринаеста Докторка била је збирка кратких прича, Доктор Ху: Дванаест Уплаканих анђела, Дејва Рудена, објављена у октобру 2018. године. Серијал Нови низ авантура укључује три романа са Тринаестом Докторком, Грејамом О’Брајеном, Рајаном Синклером и Јасмин Кан, која су изашла у октобру/новембру 2018: Добар Доктор, Отопљено срце и Борбене чаролије. Роман намењен млађим читаоцима, Тајна у трезору 13, објављен је тог новембра у издању издавачке куће BBC Children's Books. Тринаеста Докторка се на кратко појављује у Доктор Ху роману Тома Бејкера и Џејмса Госа Чешач из 2019. године. Књигу На крају детињства, објављену у фебруару 2020, написала је Софи Алдред која је претходно играла сапутницу Седмог Доктора, Ејс, а приказује одраслу Ејс која се поново ујединила са Тринаестом Докторком како би истражила претњу која је повезана са околностима које су је натерале да напусти Седмог Доктора, а поновни сусрет са Тринаестом Докторком охрабрио је Ејс да преиспита свој однос са Доктором.

### Видео-игре
је  видео-игра објављена за Oculus Rift и HTC Vive 2019. и преко Steam-а 2020. године.

## Пријем

### Најава
Реакција обожавалаца на избор Витакерове за улогу била је углавном позитивна, иако је „знатна мањина протестовала да Доктора не би требало да игра жена”. Неки су рекли да би женски Доктор био добар узор за младе девојке, док су други сматрали да Доктор увек треба да буде само мушкарац, или су критиковали избор глумице за улогу као израз политичке коректности.  Током панела Доктор Ху на Сан Дијего Комик Кону 2017. године, одлазећи шоуранер Стивен Мофат је порицао да је било „негативне повратне реакције” на избор Витакерове за улогу и рекао да ова одлука има „80% одобрења на друштвеним медијима”. Мофат је прокоментарисао: „Чини ми се да су обожаваоци Доктора Хуа више узбуђени због идеје да сјајна глумица одигра ову улогу него због чињенице да је жена. То је било невероватно напредно и просветљено.”
Новинарка The Guardian-а, Зои Вилијамс, описала је избор Витакерове за улогу као „револуционарну феминисткињу која нам је потребна управо сада”, похваливши ту одлуку као „разлику између трпљења савремености и њеног отеловљења”. Вилијамсова је упоредила давање улоге Доктора жени са другим примерима када је серија разбила „културне табуе”, помињући сапутнике капетана Џека Харкнеса (Џон Бароуман) и Бил Потс (Перл Меки) као примере разноликости серије.

### Одговор глумаца изДоктора Хуа
Свет у коме живимо има историју мушке доминације, стереотипа, отпора променама, играња на сигурно. У Доктору Хуу се никада није радило о томе. Доктор је у свим својим инкарнацијама увек био страствени бранилац правде, једнакости, правичности и пружао отпор онима који су желели да доминирају или униште.

—Колин Бејкер, 17. јул 2017.
Реакција међу бившим глумцима Доктора Хуа је била углавном позитивна. Колин Бејкер, који је тумачио Шестог Доктора, цитирајући сопствени лик у својим уводним причама Пећине Андронзанија и Недоумица близанаца, твитовао је: „Мењајте се драги моји и ни за тренутак прерано — она ЈЕСТЕ Доктор, свиђало вам се то или не!” У тексту за The Guardian, Бејкер је написао да „никада није могао да смисли ниједан логичан разлог” зашто Доктор не би могао да буде жена и описао је себе као „запрепашћеног” што су се неки обожаваоци серије заклели да је више неће гледати због Витакерове.
Насупрот томе, Питер Дејвисон, који је тумачио Петог Доктора, изјавио је да би кастинг значио „губитак узора за дечаке”. Ипак, приметио је да је Витакерова „сјајна глумица” и да би урадила „диван посао” у тој улози. Бејкер и Дејвисон су се расправљали око избора глумице на Сан Дијего Комик Кону 2017. године. Том Бејкер, који је глумио Четвртог Доктора, позитивно је реаговао на вест о избору глумице. Међутим, упозорио је да ако публика изгуби занимање, Витакерову треба заменити: „Мислим да би било лепо имати жену. Али ви [] то само испитајте. Ако се публици не свиђа, онда је само убијте... Успут, нико никада није заказао, нико није, једноставно је тако.” Фрима Еџимен, која је глумила Марту Џоунс између 2007. и 2010. године, рекла је да је „запрепашћена” негативним пријемом неких обожавалаца, напомињући да је историја промена у серији кључна за њену снагу и дуговечност. Остали бивши чланови глумачке екипе Кристофер Еклстон, Силвестер Мекој, Кети Менинг, Дејвид Тенант, Били Пајпер, Карен Гилан и Џон Бароуман позитивно су реаговали на вест о кастингу.

### Критички пријем
Витакерова је добила позитивне рецензије за своју улогу у једанаестом серијалу. Ед Пауер из The Independent-а је похвалио њено прво редовно појављивање у „Жени која је пала на Земљу”, коментаришући: „Витакерова је сила прозрачне природе – раздрагана, необична, али са умирујућом познатом ауром галифрејске језовитости”. Додао је: „Ипак, она се ускоро нађе у свом кораку са заокретом који задовољно скреће између ћудљиве и дечачке”. Морган Џефри из Digital Spy-а је њен дебитантски наступ назвао „сјајним” и „пуном енергије”. Бен Лоренс из The Daily Telegraph-а је прокоментарисао: „Витакерова је дашак свежег ваздуха: надарена, осећајно ангажована глумица која уноси топлину и хуманост у серију која је у великој мери била у опасности да нестане у сопственој црној рупи. Од самог почетка, она је показује да је складно присуство, исправља ванземаљске неправде у блиставој метрополи Шефилда (од свих могућих места). Симпатична, забавна, храбра као лав, Витакерина Докторка је увела нову еру за ову 55-годишњу серију, са изузетним нивоом сигурности.” Пошто је одгледала првих пет епизода једанаестог серијала, Флора Кар из Radio Times-а је прокоментарисала: „Она је каналисала најбоље елементе недавних Доктора (каприц Мета Смита, френетичну енергију Дејвида Тенанта, љути хумор Питера Капалдија...), али изнад свега, она је ту улогу учинила својом”. Марк Брекстон је такође рекао: „Џодина Докторка је вртлог допадљивости и енергије, tour de force који је поново покренуо серију са полетом”. Контролор драмског одељења BBC-ја, Пирс Венгер, открио је за Radio Times своје мишљење о Витакериној улози, наводећи да је „жестоко скрупулозна, помало расејана и пуна енергије, она је и Докторка коју познајемо и нова варијанта Господара времена. Нестала је дрскост и идиосинкразија њених претходника у корист Доктора са енергијом, искром, са којим можемо да се повежемо.”
Каснији пријем Витакериног тумачења наишао је на неке критике. Меријана Сејлем са веб-сајта Junkee окарактерисала је њен наступ као „константно немиран, лутајући и лелујајући попут учитељице у основној школи са превише кофеина у себи у ономе што делује као слабо опонашање лика”. И Ади Тантимед из Bleeding Cool-а и Дарен Муни из The Escapist-а критиковали су да је Тринаеста учинила мало у борби против друштвених и политичких неправди као да се „плашила да оспори тренутно стање”. Други аспекти Витакериног мандата сматрани су поларизујућим, уз похвале за побољшане продукцијске вредности серије, док су се на мети критика нашли сценарији, карактеризација и додаци претходно утврђеном предању о Докторовом пореклу у епизоди „Ванвременска деца”.
На 23. додели награда Сателит, Витакерова је била номинована за најбољу глумицу у драмској серији. Витакерова је такође била номинована за Националну телевизијску награду у категорији за најбољу драмску глумицу за TV Choice награду у категорији за најбољу глумицу, ITalkTelly награду у категорији за најбољу драмску глумицу, док је освојила Heat Magazine Unmissable награду за глумицу године. Године 2019, Витакерова је била номинована за награду Сатурн за најбољу телевизијску глумицу за свој наступ у једанаестом серијалу, чиме је постала трећа особа која је била бирана за ту награду за улогу Доктора после Пола Мекгана и Дејвида Тенанта.